# Sheniqua Ferguson
Sheniqua Ferguson (Nassau, 24 november 1989) is een Bahamaanse sprintster, die gespecialiseerd is in de 100 en 200 m. Ze nam driemaal deel aan de Olympische Spelen, maar won bij die gelegenheid geen medailles.

## Biografie
In 2008 viel Ferguson in positieve zin op door bij de wereldkampioenschappen voor junioren in Bydgoszcz de wereldtitel te veroveren op de 200 m. Op de 100 m moest ze met 11,52 s genoegen nemen met een bronzen medaille en op de 4 × 100 m estafette eindigde ze op een vierde plaats. Hiermee plaatste ze zich voor de Olympische Spelen van 2008 in Peking, waar ze met 23,33 de kwartfinales bereikte, maar daarin sneuvelde zij met een tijd van 23,61.
Haar beste prestatie boekte Sheniqua Ferguson bij de wereldkampioenschappen van 2009 in Berlijn met haar teamgenotes Chandra Sturrup, Christine Amertil en Debbie Ferguson-McKenzie op de 4 × 100 m estafette. Met hun tijd van 42,29 werden ze alleen voorbij gesneld door de Jamaicaanse estafetteploeg, die in 42,06 over de finish kwam. Daarnaast nam Ferguson ook deel aan de 100 en 200 m. Op deze individuele nummers drong zij niet door tot de finale, maar strandde ze beide malen in de tweede ronde.
Op de Olympische Spelen van 2012 in Londen nam ze deel aan de 100 m en de 4 × 100 m estafette. Op de 100 m plaatste ze zich voor de halve finale door in de series 11,35 te lopen. Hierin was ze met 11,32 weliswaar sneller, maar onvoldoende snel om een plek in de finale af te dwingen. Bij het estafettelopen werd ze uitgeschakeld in de series.
Ferguson bereikte wederom de halve finale bij de WK van 2013 in Moskou. Ze liep in die halve finale 11,35, wat niet snel genoeg was voor een finaleplek. De Bahamaanse estafetteploeg was niet succesvol: ze werden in de series gediskwalificeerd doordat een van de loopsters buiten haar baan stapte.

## Titels
- Wereldjuniorenkampioene 200 m - 2008

## Persoonlijke records
Outdoor
| Onderdeel | Prestatie | Datum         | Plaats |
| --------- | --------- | ------------- | ------ |
| 100 m     | 11,07 s   | 21 april 2012 | Auburn |
| 200 m     | 22,64 s   | 7 april 2012  | Auburn |

Indoor
| Onderdeel | Prestatie | Datum           | Plaats       |
| --------- | --------- | --------------- | ------------ |
| 60 m      | 7,22 s    | 29 januari 2010 | Clemson      |
| 200 m     | 23,09 s   | 12 maart 2010   | Fayetteville |

## Palmares

### 60 m
- 2014: 6e in ½ fin. WK indoor - 7,25 s

### 100 m
- 2006:  CARIFTA Games (U-20) - 11,63 s
- 2006:  Centraal Amerikaanse en Caribische jeugdkamp. - 11,67 s
- 2006: 5e in ½ fin. WJK - 11,92 s
- 2008:  CARIFTA Games (U-20) - 11,52 s
- 2008:  WJK - 11,52 s
- 2009: 7e in ¼ fin. WK - 11,59 s (11,57 s in serie)
- 2011: 6e in ½ fin. WK - 11,59 s
- 2012: 7e in ½ fin. OS - 11,32 s
- 2013: 6e in ½ fin. WK - 11,35 s (11,33 s in serie)
- 2015: 5e in serie WK - 11,48 s

### 200 m
- 2006:  CARIFTA Games (U-20) - 23,44 s
- 2006: 8e WJK - 24,03 s
- 2008:  WJK - 23,24 s
- 2008: 8e in ¼ fin. OS - 23,61 s (23,31 s in serie)
- 2009: 7e in ½ fin. WK - 23,40 s (23,35 s in serie)
- 2015: 6e in serie WK - 23,44 s
- 2016: 8e in serie OS - 23,62 s

### 4 × 100 m estafette
- 2006:  CARIFTA Games (U-20) - 45,27 s
- 2006:  Centraal Amerikaanse en Caribische jeugdkamp. - 45,71 s
- 2006: 4e in kwal. WJK - 45,41 s
- 2008:  CARIFTA Games (U-20) - 44,36 s
- 2008: 4e WJK - 44,61 s
- 2009:  WK - 42,29 s
- 2012: 6e in serie OS - 43,07 s
- 2013: DQ in series WK